# 2000-es Superbike-világbajnokság
A 2000-es Superbike-világbajnokság volt a tizenharmadik szezon a sportág történetében. Az április 2-án kezdődő és október 15-én végződő bajnokságot az amerikai Colin Edwards nyerte.

## Versenynaptár
|    | Dátum          | Helyszín                | Versenypálya   | 1. verseny győztese | 2. verseny győztese | Beszámoló |
| -- | -------------- | ----------------------- | -------------- | ------------------- | ------------------- | --------- |
| 1  | Április 2.     | Dél-afrikai Köztársaság | Kyalami        | Colin Edwards       | Noriyuki Haga       | Riport    |
| 2  | Április 23.    | Ausztrália              | Phillip Island | Anthony Gobert      | Troy Corser         | Riport    |
| 3  | Április 30.    | Japán                   | Sugo           | Hitoyasu Izutsu     | Hitoyasu Izutsu     | Riport    |
| 4  | Május 14.      | Egyesült Királyság      | Donington      | Colin Edwards       | Neil Hodgson        | Riport    |
| 5  | Május 21.      | Olaszország             | Monza          | Pierfrancesco Chili | Colin Edwards       | Riport    |
| 6  | Június 4.      | Németország             | Hockenheim     | Troy Bayliss        | Noriyuki Haga       | Riport    |
| 7  | Június 18.     | San Marino              | Misano         | Troy Corser         | Troy Corser         | Riport    |
| 8  | Július 25.     | Spanyolország           | Valencia       | Troy Corser         | Noriyuki Haga       | Riport    |
| 9  | Július 9.      | USA                     | Laguna Seca    | Noriyuki Haga       | Troy Corser         | Riport    |
| 10 | Augusztus 6.   | Európa                  | Brands Hatch   | Troy Bayliss        | Neil Hodgson        | Riport    |
| 11 | Szeptember 3.  | Hollandia               | Assen          | Colin Edwards       | Noriyuki Haga       | Riport    |
| 12 | Szeptember 10. | Németország             | Oschersleben   | Colin Edwards       | Colin Edwards       | Riport    |
| 13 | Október 15.    | Egyesült Királyság      | Brands Hatch   | John Reynolds       | Colin Edwards       | Riport    |

## Végeredmény

### Versenyző
|    | Versenyző            | Gyártó         | Pont | Győzelmek |
| -- | -------------------- | -------------- | ---- | --------- |
| 1  | Colin Edwards        | Honda          | 400  | 7         |
| 2  | Noriyuki Haga        | Yamaha         | 335  | 5         |
| 3  | Troy Corser          | Aprilia        | 310  | 5         |
| 4  | Pierfrancesco Chili  | Suzuki         | 258  | 1         |
| 5  | Akira Yanagawa       | Kawasaki       | 247  | 0         |
| 6  | Troy Bayliss         | Ducati         | 243  | 2         |
| 7  | Ben Bostrom          | Ducati         | 174  | 0         |
| 8  | Aaron Slight         | Honda          | 153  | 0         |
| 9  | Katsuaki Fujiwara    | Suzuki         | 151  | 0         |
| 10 | Gregorio Lavilla     | Kawasaki       | 133  | 0         |
| 11 | Juan Borja           | Ducati         | 123  | 0         |
| 12 | Neil Hodgson         | Ducati         | 99   | 2         |
| 13 | Andreas Meklau       | Ducati         | 91   | 0         |
| 14 | Chris Walker         | Suzuki         | 82   | 0         |
| 15 | Alessandro Antonello | Aprilia        | 72   | 0         |
| 16 | Robert Ulm           | Ducati         | 67   | 0         |
| 17 | John Reynolds        | Ducati         | 57   | 1         |
| 18 | Haruchika Aoki       | Ducati         | 56   | 0         |
| 19 | Hitoyasu Izutsu      | Kawasaki       | 50   | 2         |
| 20 | Vittoriano Guareschi | Yamaha         | 46   | 0         |
| 21 | Giovanni Bussei      | Kawasaki       | 44   | 0         |
| 22 | Peter Goddard        | Kawasaki       | 42   | 0         |
|    | Alessandro Gramigni  | Yamaha         | 42   | 0         |
| 24 | Wataru Yoshikawa     | Yamaha         | 39   | 0         |
| 25 | Anthony Gobert       | Bimota         | 37   | 1         |
| 26 | Carl Fogarty         | Ducati         | 36   | 0         |
| 27 | Lucio Pedercini      | Ducati         | 33   | 0         |
| 28 | James Haydon         | Ducati         | 24   | 0         |
| 29 | Akira Ryo            | Suzuki         | 20   | 0         |
| 30 | Simon Crafar         | Honda Kawasaki | 20   | 0         |
| 31 | Keiichi Kitagawa     | Suzuki         | 18   | 0         |
|    | Mauro Sanchini       | Ducati         | 18   | 0         |
| 33 | Lance Isaacs         | Ducati         | 17   | 0         |
| 34 | Markus Barth         | Yamaha         | 16   | 0         |
| 35 | Doriano Romboni      | Ducati         | 14   | 0         |
|    | Jürgen Oelschläger   | Yamaha         | 14   | 0         |
| 37 | Tamaki Serizawa      | Kawasaki       | 9    | 0         |
|    | Tamada Makoto        | Honda          | 9    | 0         |
| 39 | Steve Plater         | Kawasaki       | 7    | 0         |
| 40 | Alistair Maxwell     | Kawasaki       | 5    | 0         |

### Gyártó
|   | Gyártó   | Pont |
| - | -------- | ---- |
| 1 | Ducati   | 439  |
| 2 | Honda    | 415  |
| 3 | Yamaha   | 368  |
| 4 | Suzuki   | 342  |
| 5 | Kawasaki | 334  |
| 6 | Aprilia  | 315  |
| 7 | Bimota   | 37   |